# デイル・ハッチャー
デイル・ハッチャー（Dale Hatcher 1963年4月5日- ）はサウスカロライナ州チェロー出身の元アメリカンフットボール選手。ポジションはパンター。
クレムゾン大学時代の1981年にはケンタッキー大学戦で46.7ヤードのネットパント大学記録を作った（この記録は2010年まで破られなかった）。
1985年のNFLドラフト3巡目でロサンゼルス・ラムズに指名されて入団、その年プロボウル、オールプロに選ばれた。この年彼を含むスペシャルチームやディフェンスの活躍などでチームは11勝5敗の成績をあげてプレーオフに出場、NFCチャンピオンシップゲームまで進出した。
1988年にはシーズン中に負傷し9試合に欠場、リッチ・カマリロが起用された。
1989年11月5日のミネソタ・バイキングス戦で相手ラインバッカーのマイク・メリウェザーにパントブロックされセイフティを奪われチームは21-23で敗れた。
1990年シーズンはキース・イングリッシュにポジションを奪われたが1991年にラムズに復帰、1992年は浪人し1993年、マイアミ・ドルフィンズのトレーニングキャンプでレジー・ロビーとポジションを争い勝利したが、シーズンに入るとNFLで下から3番目のネット平均33ヤードの数字しか残せず解雇、ショーン・ランデタが代わりとなった。